# Placotingis
Placotingis is een geslacht van wantsen uit de familie van de Tingidae (Netwantsen). Het geslacht werd voor het eerst wetenschappelijk beschreven door Carl John Drake in 1960.

## Soorten
Het genus bevat de volgende soorten:

- Placotingis merga Drake, 1960
- Placotingis par Drake, 1960